# North London Line

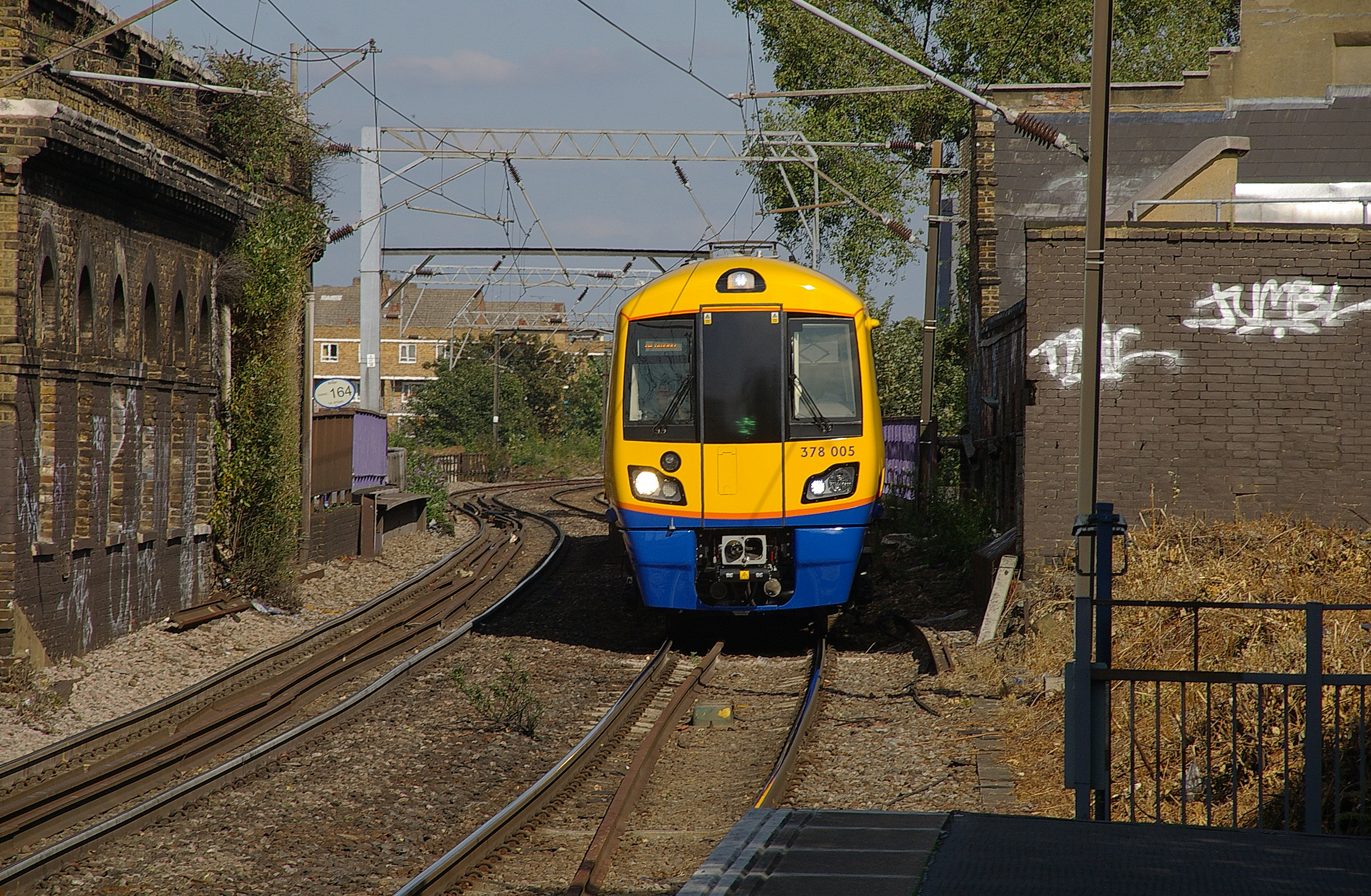
British Rail Class 378 vid Hackney Central

North London Line (NLL) är en pendeltågslinje som passerar genom London i en halvcirkel från sydväst till nordost utan att passera centrala London.

## Ägare
Linjen ägs och drivs av Transport for London och är en del av London Overground.

## Sträckning
Linjen är en sammanslagning av mängd tidigare sträckningar där den första som öppnades 1846 var mellan Richmond och North Woolwich. Den är betydelsefull både för persontrafik och som godslinje.

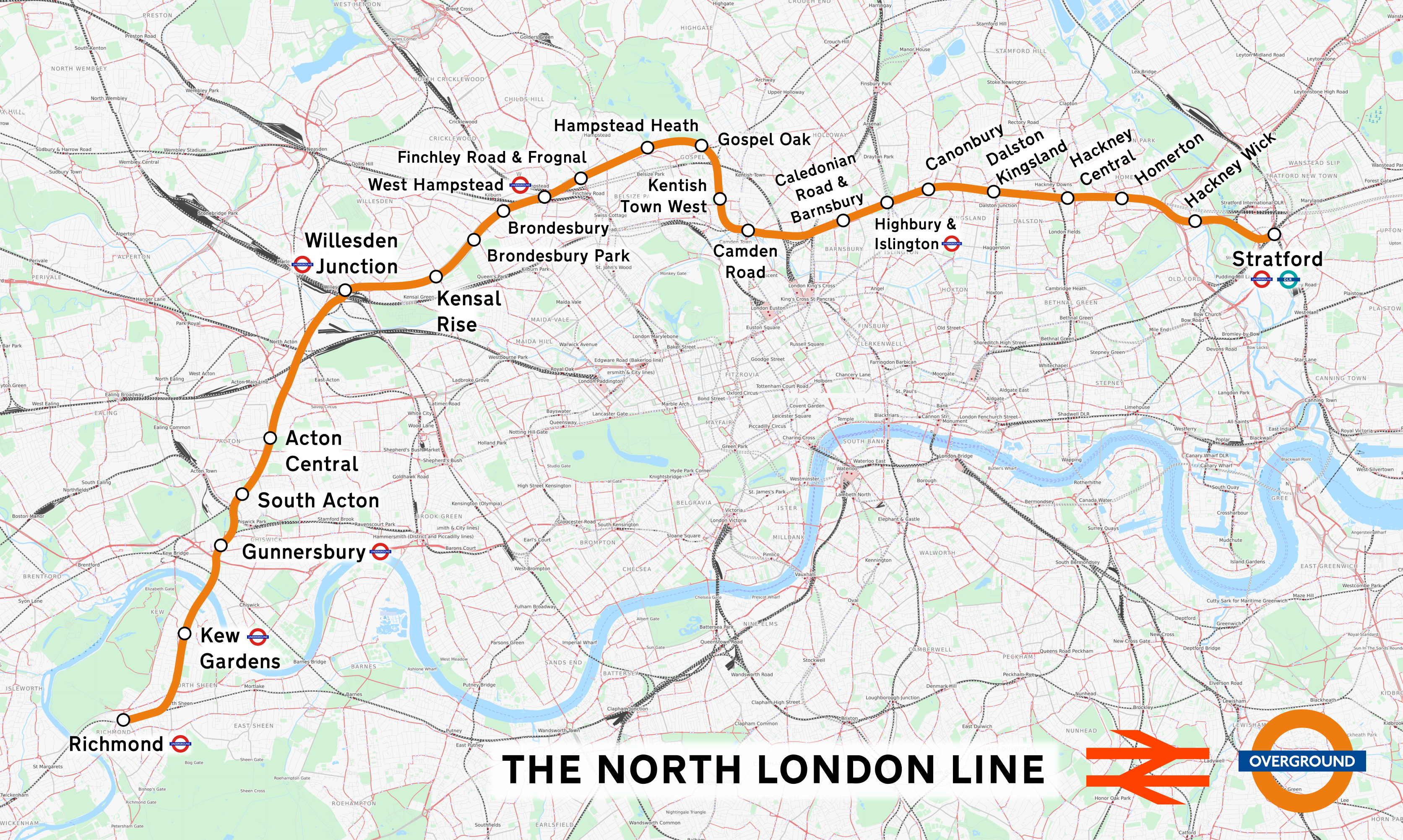
Karta som visar sträckningen

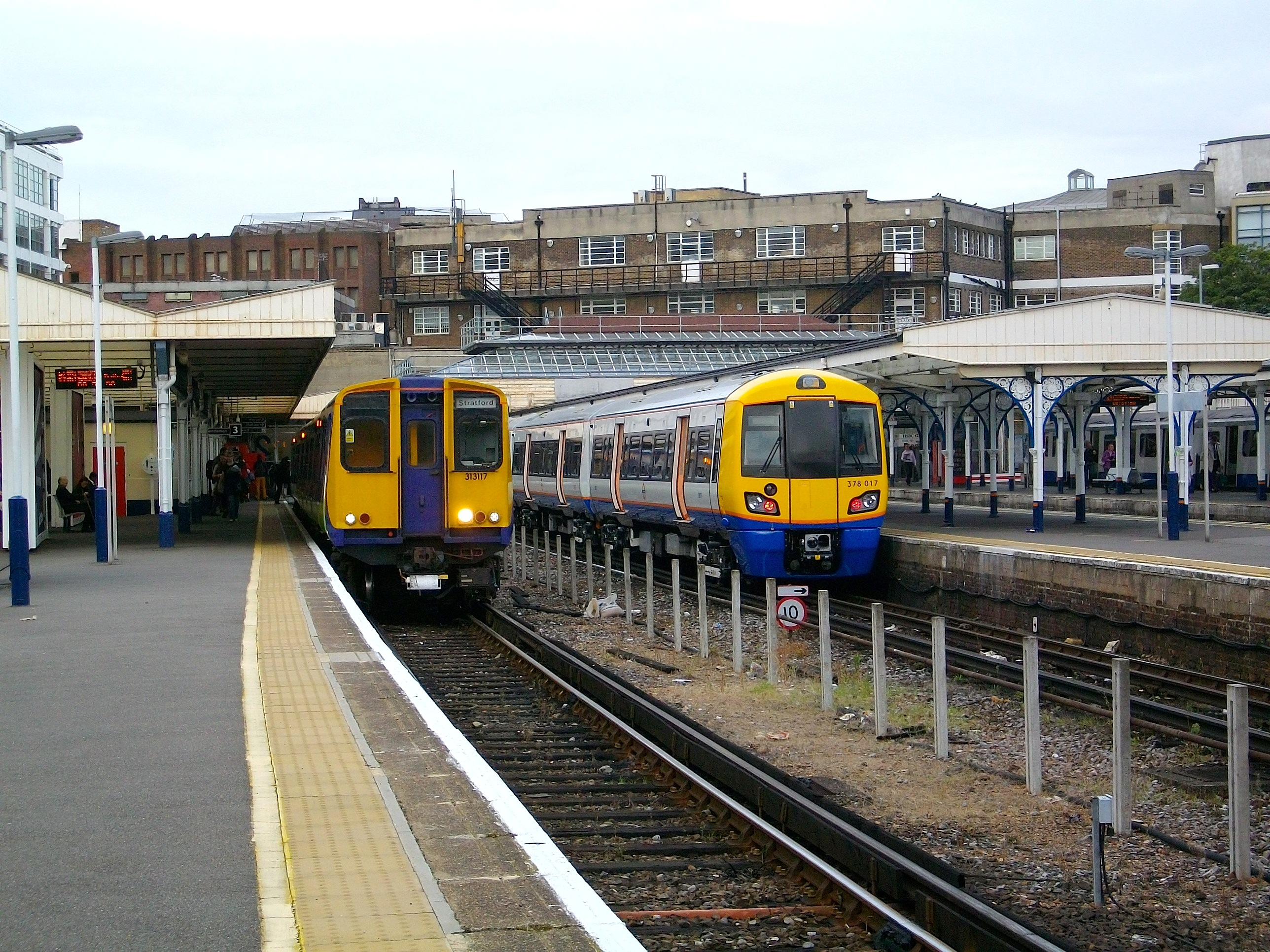
Gammalt och nytt: Ett class 313 tåg och dess ersättare class 378 vid Richmond